# 岐阜県道94号岐阜美濃線

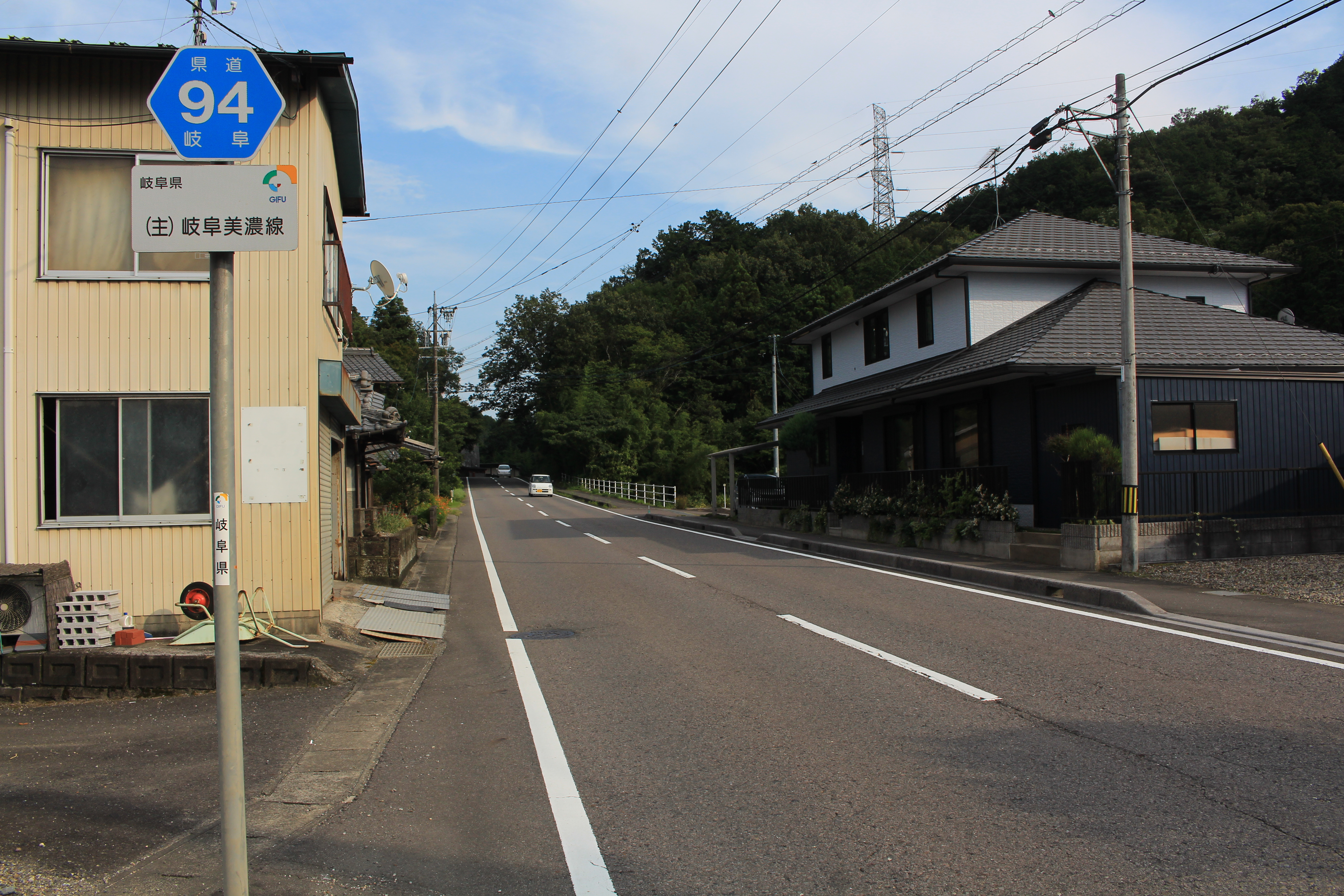
岐阜県道94号岐阜美濃線、関市武芸川町跡部にて

岐阜県道94号岐阜美濃線（ぎふけんどう94ごう ぎふみのせん）とは、岐阜県岐阜市と岐阜県美濃市を結ぶ県道（主要地方道）である。この路線は現在欠番路線となっている旧岐阜県道197号三輪早田線と旧岐阜県道282号美濃高富線（一部）を含んでいる。

## 概要

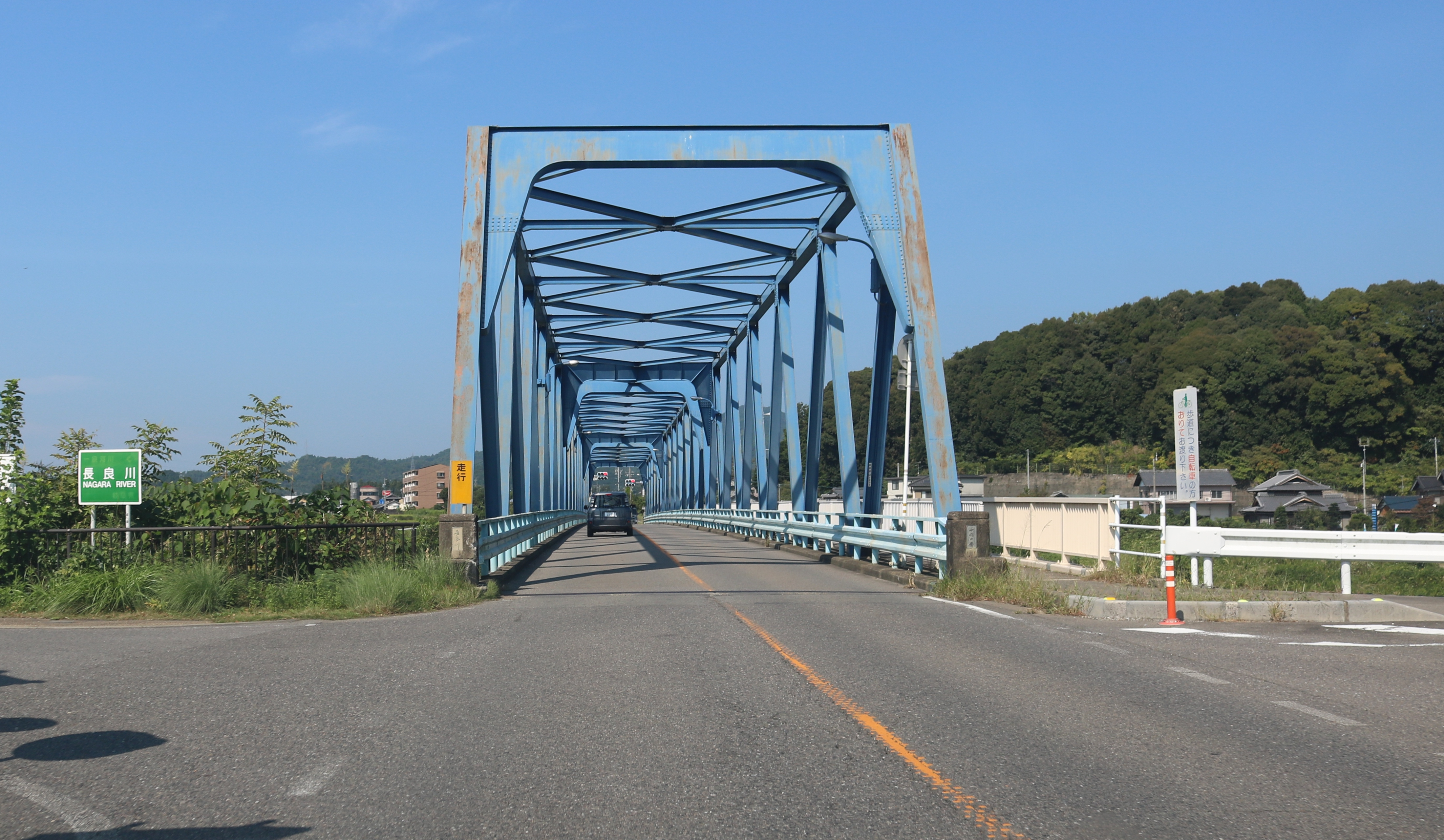
長良川に架かる山崎大橋、美濃市極楽寺にて

国道256号、長良橋北の長良丘1交差点が起点。起点から東に向かい、しばらく長良川の右岸堤防上を進む。起点付近は堤防内側にも旅館や家が立ち並んでおり、岐阜グランドホテル付近に来て、ようやく長良川が見える。従来は長良丘1交差点の南側にある長良橋北交差点から長良川の川沿いを通るルートであったが、2004年11月15日に長良丘1交差点から岐阜グランドホテル付近の区間で都市計画道路長良古津橋線が開通し、現在のルートに変更された。旧道であった川沿いの道は長良川プロムナードとして一部を除き車両の通行が不可能になっている。岐阜県道77号岐阜環状線の鵜飼い大橋と交差し、バイパス道路の長良川右岸道路（2012年3月31日までは長良川右岸有料道路であり、通行料金が必要であった）を通過し、溝口童子交差点に合流する。以前は、長良古津の鏡岩付近を通過し、岐阜県道93号川島三輪線の藍川橋と交差し、溝口付近で長良川右岸道路と合流するルートであった（実際は大蔵山トンネル付近から分岐していた）が、鏡岩付近は長良川の両側から山がせり出す難所で、同県道も狭いトンネルとなっていること、渋滞も起きやすいことから前述の長良川右岸道路が整備されたため、2015年3月3日の小島山トンネル開通によってこの区間（小島山トンネル付近〜溝口童子交差点）は市道に格下げされている。溝口付近からは長良川から少し離れ、三輪地区を北に向かう。茂地付近からは武儀川右岸（長良川支流）沿いに進む。関市に入り、武儀川を渡る。武儀川から離れ国道418号と交差し、まもなく美濃市に入る。市場交差点を右折、長良川の山崎大橋を渡り、東海北陸自動車道美濃ICと接続する。国道156号の下松森交差点が終点。

### 路線データ
- 起点：岐阜県岐阜市長良南町（長良丘1交差点＝国道256号交点）
- 終点：岐阜県美濃市松森（下松森交差点＝国道156号交点）
- 実延長：23.349 km[1]

## 歴史
- 1993年（平成5年）5月11日 - 建設省から、県道三輪早田線の一部および県道美濃高富線の一部が岐阜美濃線として主要地方道に指定される[2]。

## 路線状況

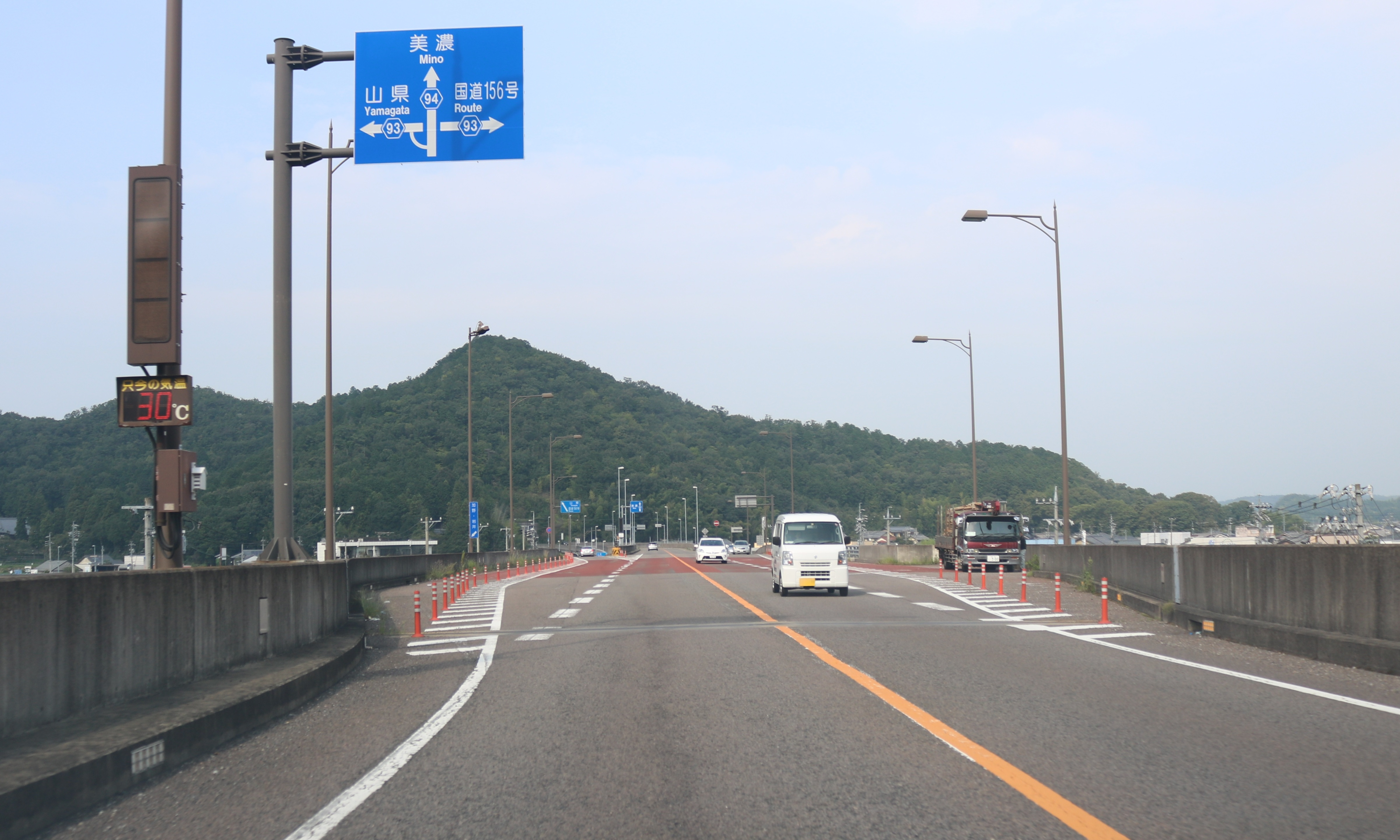
バイパス道路の旧長良川右岸道路の岐阜県道93号川島三輪線との立体交差点、岐阜市加野にて

### バイパス

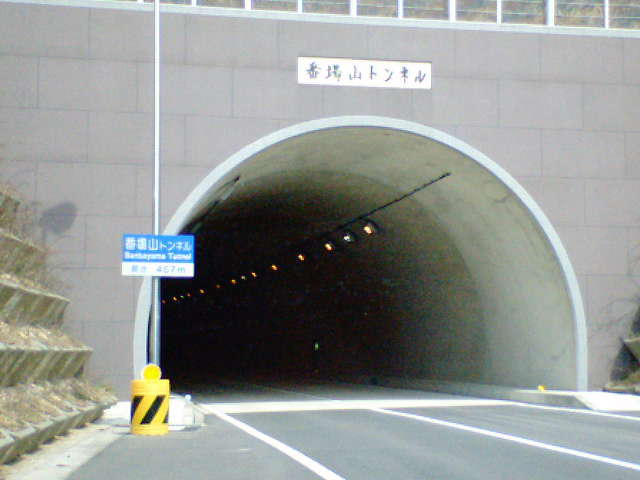
番場山トンネル 岐阜市中心部側坑口 （2007年3月16日）

渋滞緩和を目的に整備が進められている。かつて有料道路であった長良川右岸道路（1.3km）を含む全長4.6km。2007年（平成19年）3月3日には溝口・向加野区間が開通。同区間は番場山トンネルなどからなる約1km。
2015年（平成27年）3月3日には岐阜市中川原から同市長良古津を結ぶ延長479 mの小島山トンネルを含む1.7 kmの未開通区間が開通し、当県道全線が2車線として供用された。

### 別名
- 長良川百日紅街道（岐阜市、山県市、美濃市）

### 重複区間
- 岐阜県道290号上野関線（美濃市 市場交差点 - 極楽寺交差点）

### 道の駅
- 道の駅むげ川（関市）

## 地理

### 通過する自治体
- 岐阜県　
岐阜市 - 関市 - 美濃市

### 交差する道路
- 国道256号・岐阜県道163号墨俣合渡岐阜線（岐阜市 長良丘1交差点）
- 岐阜県道77号岐阜環状線（岐阜市 鵜飼い大橋北交差点）
- 岐阜県道93号川島三輪線（岐阜市 加野西畑北交差点）※立体交差で接続
- 岐阜県道201号溝口下白金線（岐阜市 岐関大橋西交差点）
- 岐阜県道79号関本巣線（岐阜市 春近古市場南交差点）
- 岐阜県道93号川島三輪線バイパス（岐阜市 三輪宮前交差点）
- 岐阜県道93号川島三輪線（岐阜市三輪）

- 国道418号（関市 高野交差点）

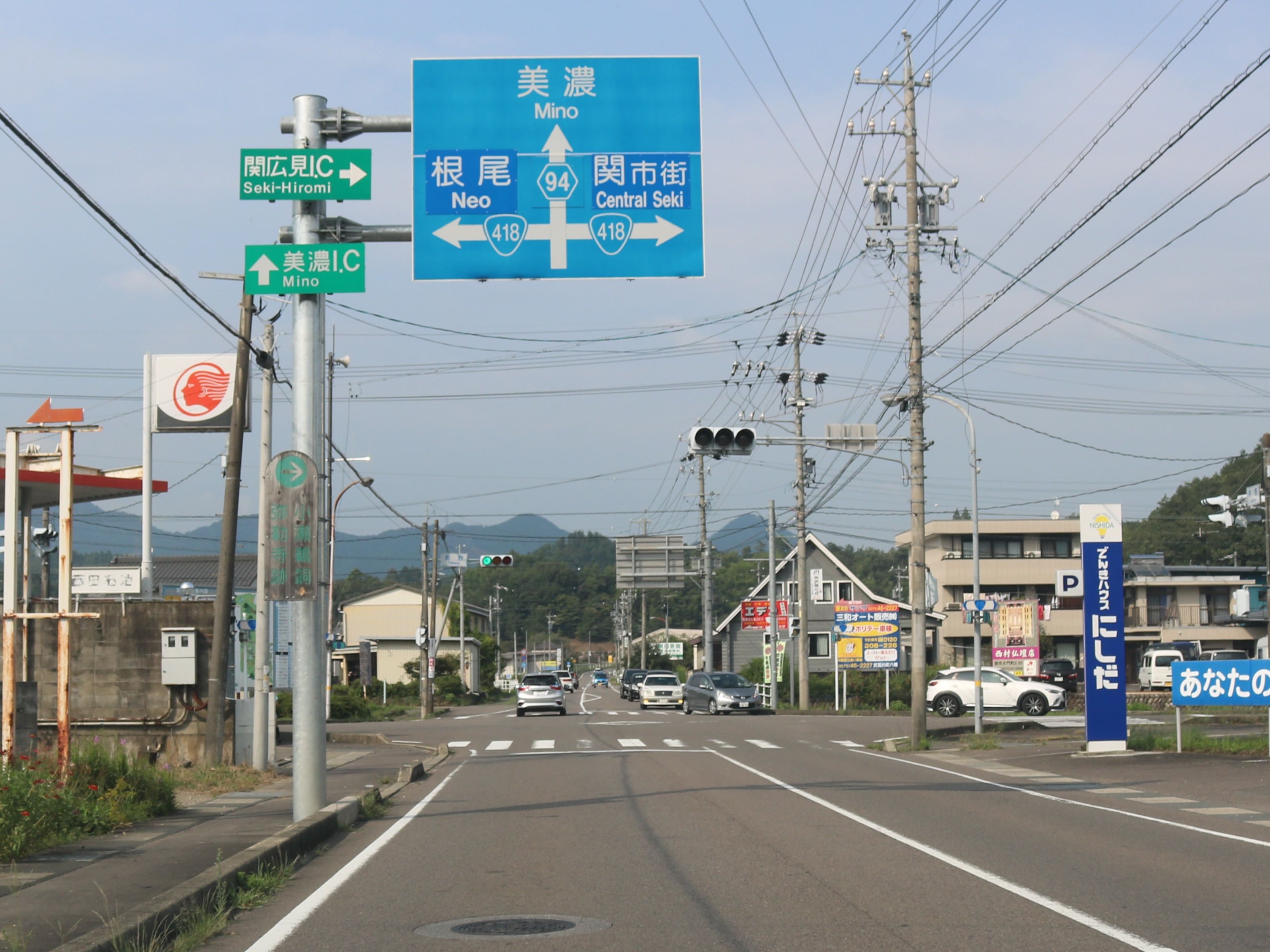
国道418号との「高野」交差点、関市武芸川町高野にて

- 岐阜県道290号上野関線（美濃市 市場交差点、極楽寺交差点）
- 東海北陸自動車道美濃IC
- 国道156号（岐阜県道281号関美濃線重複）（美濃市 下松森交差点）